# Zwarthoofdenhuis (Riga)
Het Zwarthoofdenhuis (Lets: Melngalvju nams; Duits: Schwarzhäupterhaus) is een gebouw in het oude stadscentrum van de Letse hoofdstad Riga. Het gebouw werd gebouwd in de veertiende eeuw door de Broederschap van de Zwarthoofden, een gilde voor ongetrouwde Duitse kooplieden in Riga. Het in gotische stijl gebouwde huis was met zijn 27 meter hoogte een groot huis in de middeleeuwen. De rijk versierde gevel, die naar het voorbeeld van Hollandse en Vlaamse gildehuizen in maniëristische stijl gemaakt werd, is na de reconstructie van het gebouw midden jaren negentig een van de grootste bezienswaardigheden van de stad. 

## Geschiedenis
Het huis werd voor het eerst vermeld in 1334 als het Neue Haus der Großen Gilde. Het diende voor bijeenkomsten van Duitse kooplieden en de Duitse burgerij van de stad Riga. Duitse kooplieden die geen officiële burger van de stad waren sloten zich aan bij de Zwarthoofden. Aanvankelijk was de Sint Joris (beschermer van ridders en krijgers) de patroonheilige van de gilde. Later werd de heilige Mauritius de patroonheilige wat de naam Zwarthoofden opleverde omdat Mauritius een donkere huidskleur had. In 1447 werd de paradezaal aan de zwarthoofden verhuurd door de stad en in 1687 werd de naam Schwarzhäupterhaus voor het eerst gebruikt. In 1713 werden de zwarthoofden pas de eigenaar van het gebouw. 
Op 29 juni 1941 werd de stad Riga door Duitse troepen gebombardeerd en werd het huis grotendeels verwoest. In 1948 werd de ruïne door de Sovjets gesloopt. Er kwam geen gebouw in de plaats en het marktplein werd er zo groter op. Ter voorbereiding van het 800-jarig bestaan van de stad werd het gebouw tussen 1993 en 1999 gereconstrueerd.

## Galerij

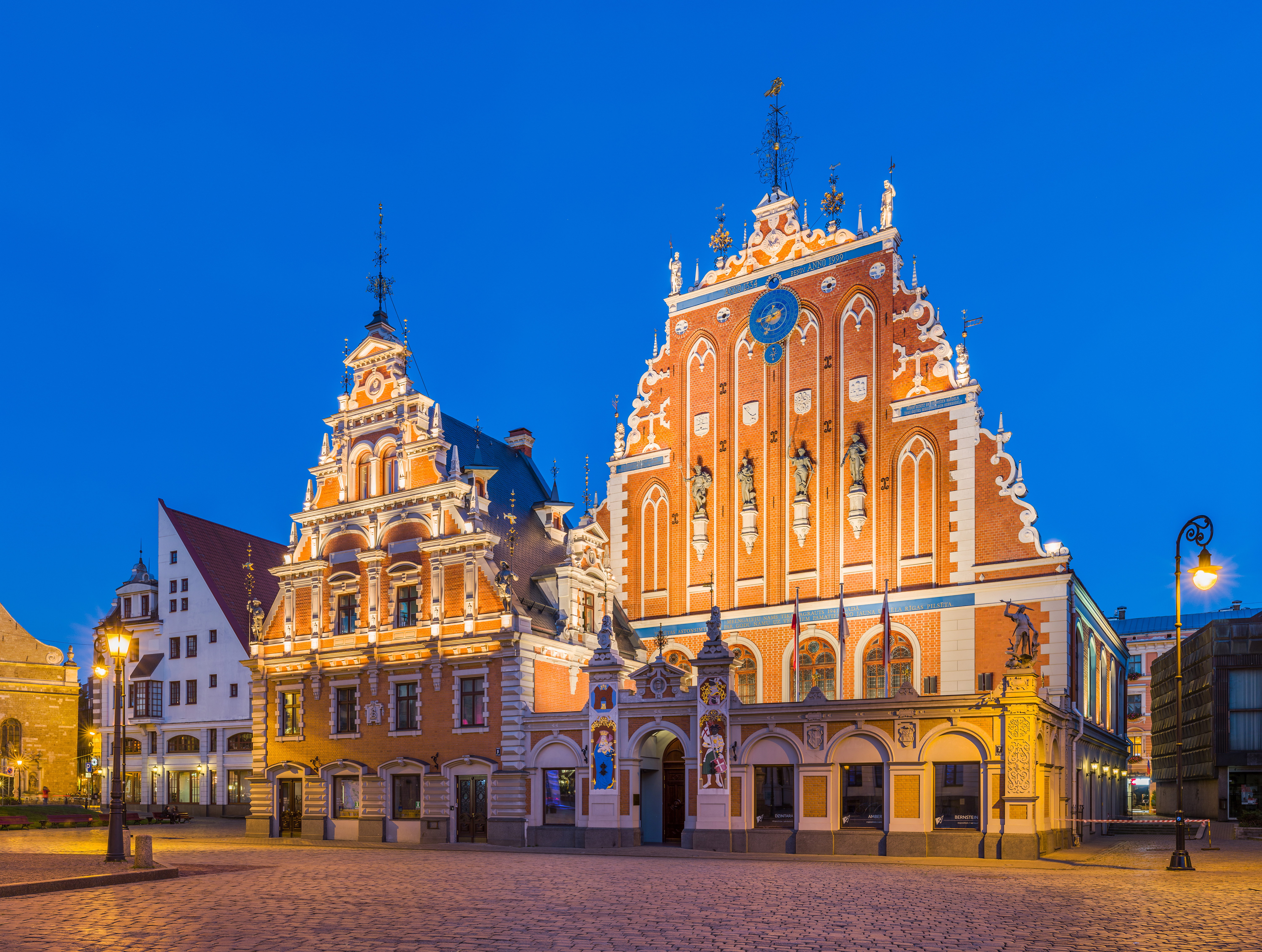
Het Zwarthoofdenhuis bij schemering
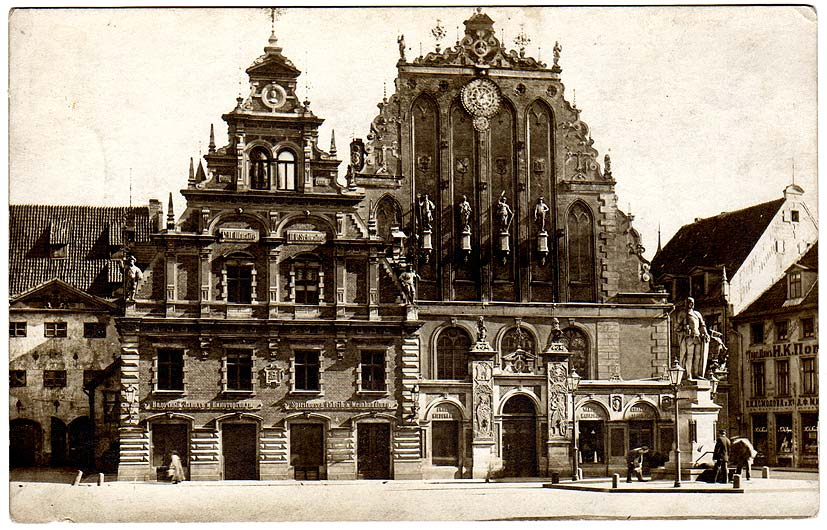
Het Zwarthoofdenhuis in het begin van de 20e eeuw
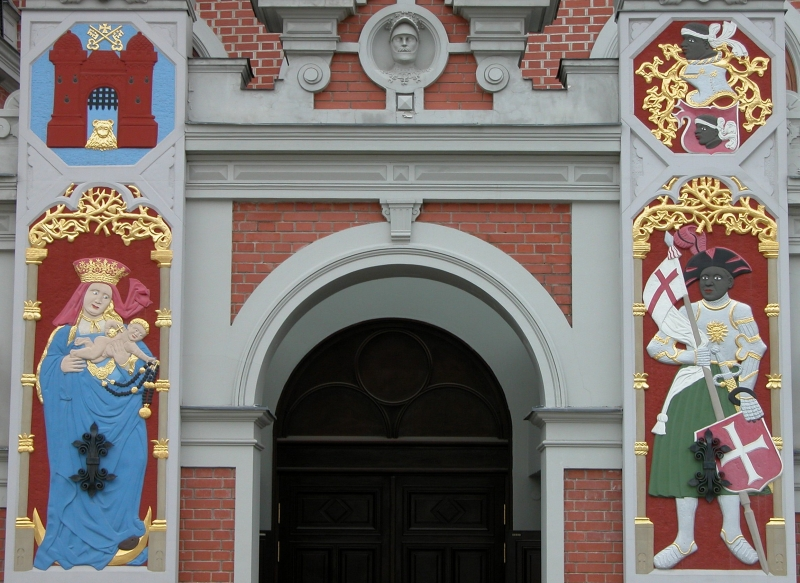
Details boven de ingang
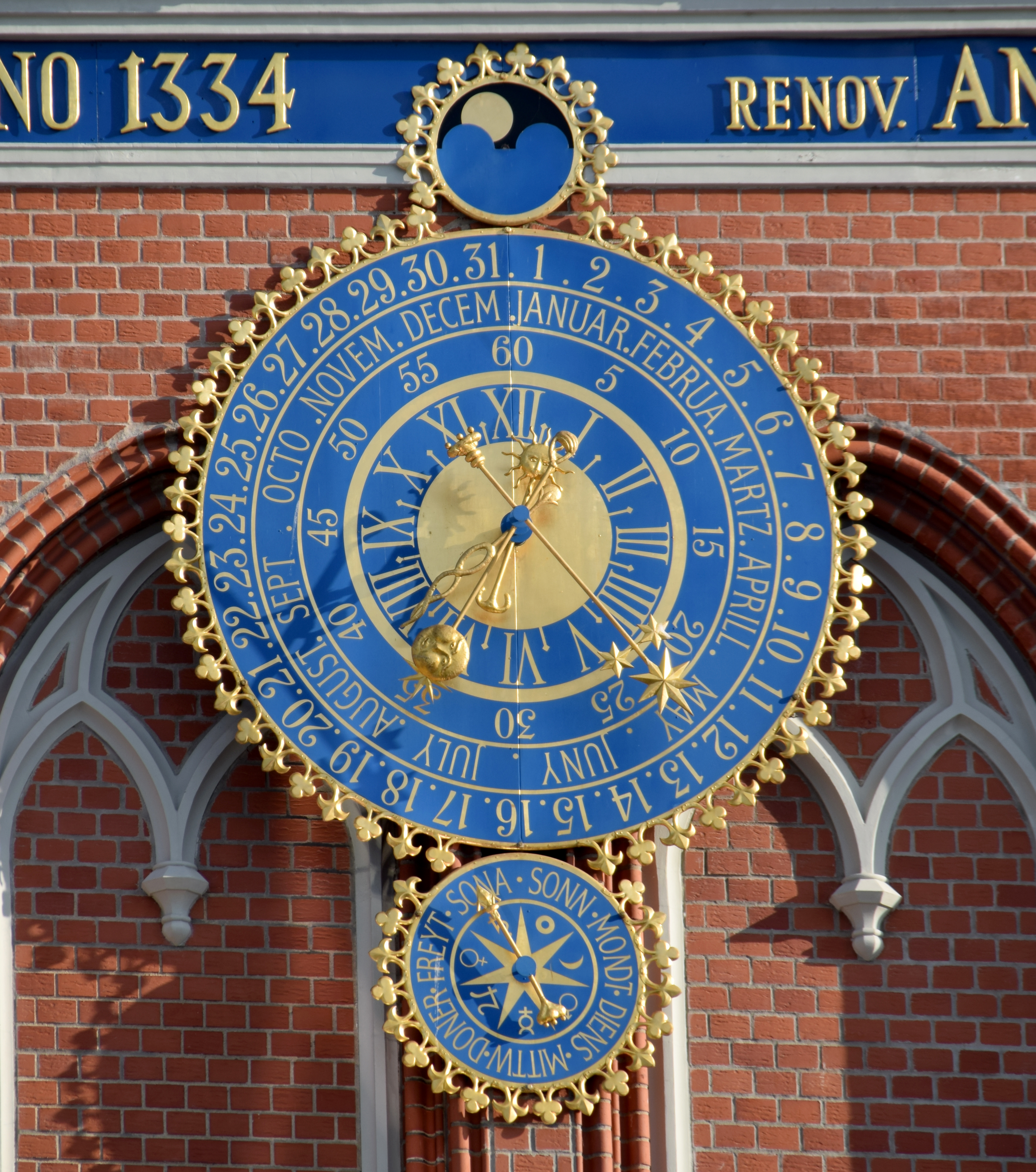
Astronomische klok in het Zwarthoofdenhuis